# منطقه ایجیویتاری
منطقه ایجیویتاری یکی از منطقه های استان شمالی واقع در کشور پاپوآ گینه نو می باشد. مرکز این منطقه پوپوندتا است. این منطقه خود از ۴ فرمانداری محلی تشکیل می گردد که هر فرمانداری به منظور سهولت در امر آمارگیری خود به چند بخش تقسیم می شود. طبق سرشماری سال ۲۰۰۰ میلادی جمعیت این منطقه ۶۷٬۵۵۸ نفر بوده است.

## تقسیمات
این منطقه دارای ۴ فرمانداری محلی است که اسامی آن ها به شرح زیر است:
- فرمانداری محلی روستایی آفوره

- فرمانداری محلی روستایی کیپ نلسون

- فرمانداری محلی روستایی خلیج اورو

- فرمانداری محلی شهری پوپوندتا